# Genaro Vázquez Rojas
Genaro Vázquez Rojas (San Luis Acatlán, Guerrero, 10 de junio de 1931 - Morelia, Michoacán, 2 de febrero de 1972) fue un profesor, militar y guerrillero mexicano, líder sindical del magisterio guerrerense que, tras formar parte de la oposición política al gobierno de Guerrero, pasó a la clandestinidad y formó uno de los varios grupos armados que se desarrollaron en la Sierra Madre del Sur durante las décadas de 1960 y 1970. Fundador de la Asociación Cívica Nacional Revolucionaria (ACNR), simpatizó con el Partido de los Pobres.

## Comunidad Cívica Guerrera
Genaro Vázquez Rojas estudió derecho en la Universidad Nacional Autónoma de México ( UNAM ), pero no terminó la carrera. A los 24 años cofundó la Comunidad Cívica Guerrerense (CCG), mientras enseñaba en escuelas de los barrios marginales del Distrito Federal.  Al año siguiente, 1958, Vázquez Rojas participó en el Movimiento Magisterio Revolucionario (MRM) durante la huelga y toma de la Secretaría de Educación Pública. Vázquez Rojas finalmente fue despedido de su puesto de maestro y pasó a representar a los trabajadores del café, la copra y la palma ante el Departamento de Asuntos Agrarios y Colonización (DAAC). 

## Oposición al oficialismo
Como Lucio Cabañas, Genaro Vázquez fue maestro normalista egresado de la Escuela Raúl Isidro Burgos, conocida como Escuela Normal Rural de Ayotzinapa, en el municipio de Tixtla, y formó parte de la disidencia magisterial que dominó las secciones del sindicato de profesores de México en Guerrero, Oaxaca y Chihuahua hacia la década de 1960. Durante el gobierno de Raúl Caballero Aburto en Guerrero, Vázquez fundó en 1959 la Asociación Cívica Guerrerense (ACG) y la Central Campesina Independiente (CCI), organizaciones políticas de oposición al oficialismo. Inmediatamente, Genaro Vázquez se puso a la cabeza de manifestaciones en repudio al gobernador, por lo que el 27 de abril de 1960 fue aprehendido en las cercanías de Teloloapan y liberado el 12 de mayo de ese mismo año. Luego de recuperar su libertad, en junio de 1960 realizó una caravana a la Ciudad de México, misma que fue recibida por Adolfo López Mateos. En su entrevista, culparon a Caballero Aburto de falta de garantías constitucionales en el estado, de despojo de tierra a los campesinos, de represión por parte de pistoleros y policía, de fraudes electorales en algunos municipios y de robo en su favor y de algunos de sus familiares. Siendo todas estas acusaciones muy graves, pidieron la desaparición de poderes. Durante el movimiento estudiantil-popular de 1960 en Chilpancingo fue detenido el 31 de octubre de 1960, acusado de injurias al gobernador y asociación delictuosa; fue liberado bajo fianza el 7 de noviembre de ese año. Por estas acciones fue preso en la Cárcel de Lecumberri, en la Ciudad de México. El 22 de abril de 1968 fue liberado en la ciudad de Iguala, Guerrero por un comando armado de la ACG, y ese año pasó a la clandestinidad armada para encabezar la Asociación Cívica Nacional Revolucionaria.

## La guerrilla
La guerrilla de Genaro Vázquez fue combatida por el Ejército Mexicano, que primero penetró en la Costa Grande de Guerrero pretextando acciones sociales y luego emprendió una guerra de baja intensidad contra la insurgencia armada de Vázquez y Lucio Cabañas. Al mismo tiempo, las autoridades mexicanas negaron la existencia de los grupos insurgentes, aunque posteriormente no les quedó otra alternativa que reconocer el problema.[cita requerida]
El 11 de noviembre de 1966, Genaro fue detenido por la policía de Guerrero a las puertas de la Central Campesina Independiente, en la Ciudad de México, y conducido a Chilpancingo, capital de Guerrero. Estuvo preso en la cárcel de Iguala, de donde fue liberado por un comando armado el 22 de abril de 1968, mientras era transportado por la policía para ser atendido en el centro de salud (una visita al dentista). Su grupo realizó diversos combates y secuestros con rescate. Genaro era un hombre con una mayor preparación política e ideológica que Lucio.[cita requerida]

## Muerte
Un gran misterio rodea la muerte del entonces comandante Genaro Vázquez. En la madrugada del 2 de febrero de 1972, el auto en el que viajaba, acompañado del segundo al mando de la ACNR José Bracho Campos y otros tres militantes, se estrelló contra el alerón de un puente en la carretera México-Morelia. Según la versión oficial, murió en el Hospital Civil de Morelia por fractura en el cráneo debida a la contusión sufrida en el choque. Sin embargo, quienes viajaban con él aseguran que sus heridas no eran de gravedad y que lo más probable es que los soldados, al conocer su identidad, lo ultimaran ahí mismo o lo dejaran morir.[cita requerida] 
El 3 de febrero la noticia de su muerte era ya conocida en todo el país. Ese día, sus restos arribaron a San Luis Acatlán, el pueblo que lo vio nacer en 1931. Por la tarde, alrededor de 150 estudiantes marcharon por las calles de Chilpancingo lanzando vítores en su nombre. Fue sepultado el día 4 en su pueblo natal ante una concurrencia de más de 2,000 personas.[cita requerida]

## Contribuciones
En opinión de algunos especialistas, la lucha de guerrilleros como Genaro Vázquez Rojas contra el autoritarismo y la violencia del Estado mexicano de su época contribuyó a generar muchos cambios en el país. Por otro lado, muchos exguerrilleros y sobrevivientes de esos movimientos siguen en la lucha por la defensa de los derechos humanos, los movimientos feministas, obreros, campesinos, indígenas, magisteriales y populares.

## Homenajes póstumos

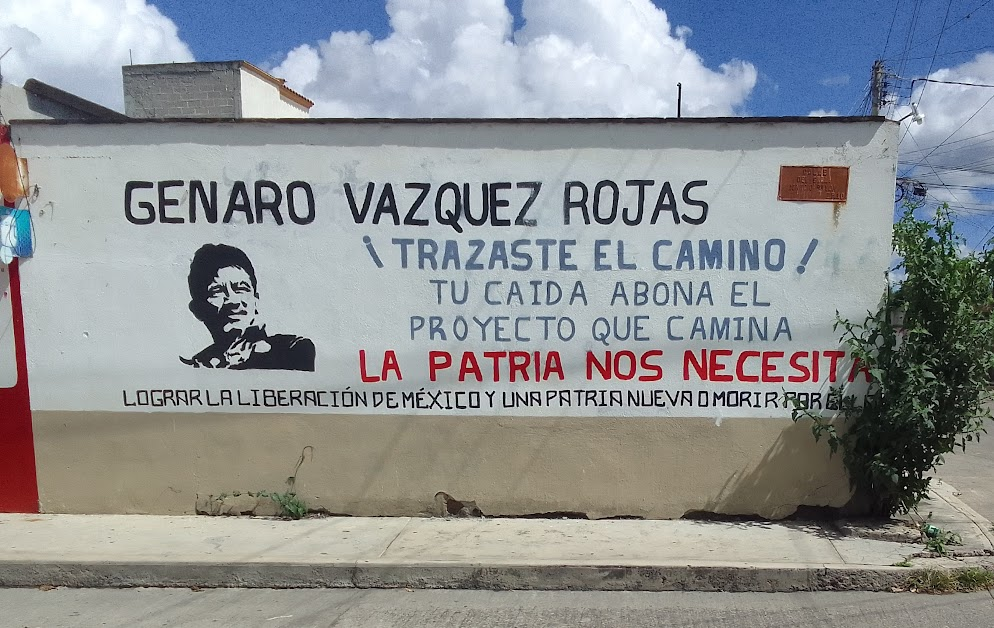
Mural en honor a Genaro Vázquez Rojas en Cuautla, Morelos.

En la misma década de los setenta, el cantante y compositor mexicano Oscar Chávez grabó el corrido a Genaro Vázquez, el cual es una canción de protesta política y narrativa de su muerte. La letra de este corrido se incluyó en el libro "Corrido histórico mexicano", de Antonio Avitia Hernández. El cantautor José de Molina, en el álbum "Testimonios rebeldes", incluye la pista "Canto por Genaro Vazquez". [cita requerida]
El 2 de febrero de 2008, al cumplirse treinta y seis años de su muerte, Genaro Vázquez fue recordado por alrededor de ochocientos militantes de organizaciones de izquierda, quienes realizaron una marcha en Chilpancingo, estado de Guerrero.
En la actualidad varios grupos guerrilleros recogen sus reivindicaciones y posturas políticas tales como el Comité Clandestino Revolucionario de los Pobres-Comando Justiciero 28 de Junio, el Ejército Villista Revolucionario del Pueblo o el Ejército Popular Revolucionario.
El 2 de febrero del 2019 se develó una escultura del guerrillero, durante la conmemoración del 47° aniversario, realizada por el escultor jalisciense Alfredo López Casanova, recibida por Mario Saucedo Pérez, instalada en el centro de San Luis Acatlán, lugar de nacimiento de "El comandante", como se le conoce en la región.